# Afanàssievka (Saràtov)
|  | Per a altres significats, vegeu «Afanàssievka». |

Afanàssievka (en rus: Афанасьевка) és un poble de l'óblast de Saràtov, a Rússia, segons el cens del 2010 tenia 41 habitants. Pertany al districte municipal de Voskressénskoie.